# Sinoxylon doliolum
Sinoxylon doliolum är en skalbaggsart som beskrevs av Pierre Lesne 1905. Sinoxylon doliolum ingår i släktet Sinoxylon och familjen kapuschongbaggar. Inga underarter finns listade i Catalogue of Life.